# 더 라이트
"더 라이트"(독일어: Das Licht)는 2025년 개봉 예정인 드라마 영화이다. 톰 티크베어가 감독과 각본을 맡았다. 제75회(2025년) 베를린 영화제 개막작이다.